# هیویت (نیوجرسی)
هیویت (به انگلیسی: Hewitt) یک منطقهٔ مسکونی در ایالات متحده آمریکا است که در میلفورد غربی، نیوجرسی واقع شده‌است. هیویت ۷٬۴۳۹ نفر جمعیت دارد و ۱۳۱ متر بالاتر از سطح دریا واقع شده‌است.